# Maurila
Maurila,
 también mencionado como 
Murila,

Murillo,
Murilla,
Mavulanes,
Mavila o Maurilano, 
fue obispo de Palencia desde antes del año 586 hasta 607. 
Nombrado obispo por el rey Leovigildo, profesó el arrianismo hasta su conversión al catolicismo en los primeros años del reinado de Recaredo. Consta su presencia en el concilio de Toledo de 589, donde subscribió como el segundo obispo más antiguo de todos los asistentes, por lo que se supone que su consagración fue bastante anterior a esta fecha.
| Predecesor: Pedro I | Obispo de Palencia Antes de 586 – 607 | Sucesor: Conancio |